# بيتر سكينر
بيتر سكينر (بالإنجليزية: Peter Skinner)‏ هو سياسي بريطاني، ولد في 1 يونيو 1959 في المملكة المتحدة. حزبياً، نشط في حزب العمال.

## مناصب
- في انتخابات البرلمان الأوروبي 1994، انتخب عضو في البرلمان الأوروبي عن دائرة Kent West (European Parliament constituency) [الإنجليزية]‏ لترشحه ضمن قائمة حزب العمال، وقد انضم خلال فترته النيابية (19 يوليو 1994 – 19 يوليو 1999) للكتلة البرلمانية التحالف التقدمي للاشتراكيين والديمقراطيين.
- في انتخابات البرلمان الأوروبي 1999، انتخب عضو في البرلمان الأوروبي عن دائرة جنوب شرق إنجلترا [الإنجليزية]‏ لترشحه ضمن قائمة حزب العمال، وقد انضم خلال فترته النيابية (20 يوليو 1999 – 19 يوليو 2004) للكتلة البرلمانية التحالف التقدمي للاشتراكيين والديمقراطيين.
- في انتخابات البرلمان الأوروبي 2004، انتخب عضو في البرلمان الأوروبي عن دائرة جنوب شرق إنجلترا [الإنجليزية]‏ لترشحه ضمن قائمة حزب العمال، وقد انضم خلال فترته النيابية (20 يوليو 2004 – 13 يوليو 2009) للكتلة البرلمانية التحالف التقدمي للاشتراكيين والديمقراطيين.
- في انتخابات البرلمان الأوروبي 2009، انتخب عضو في البرلمان الأوروبي عن دائرة جنوب شرق إنجلترا [الإنجليزية]‏ لترشحه ضمن قائمة حزب العمال، وقد انضم خلال فترته النيابية (14 يوليو 2009 – 30 يونيو 2014) للكتلة البرلمانية التحالف التقدمي للاشتراكيين والديمقراطيين.
- انتخب عضو في البرلمان الأوروبي عن دائرة جنوب شرق إنجلترا [الإنجليزية]‏ (10 يونيو 1999 – 2 يوليو 2014).